# David Hilmers
David Carl Hilmers (Clinton, 28 gennaio 1950) è un ex astronauta e ingegnere statunitense. Ha partecipato a quattro missioni spaziali Shuttle (STS-51-J, STS-26, STS-36 e STS-42) come specialista di missione tra il 1985 e il 1992.